# Raffaele di Ceva
Raffaele di Ceva (... – 1518) è stato un vescovo cattolico italiano.
È stato vescovo di Asti dal 16 novembre 1496 al 26 luglio 1499, in seguito trasferito alla diocesi di Melfi.

## Biografia
Figlio di Giovanni marchese di Ceva, una delle famiglie marchionali di discendenza Aleramica, Raffaele, francescano, fu arciprete della collegiata di Ceva.
Vescovo di Asti per tre anni, venne poi trasferito a Melfi.
Rinunciò alla sede di Melfi nel 1513.

## Genealogia episcopale
La genealogia episcopale è:
- Cardinale Antonio Gentili Pallavicini
- Vescovo Raffaele di Ceva